# Divisione di Mymensingh
La divisione di Mymensingh è una delle divisioni amministrative del Bangladesh. Ha come capoluogo la città di Mymensingh e la sua popolazione al censimento del 2011 (dati preliminari) ammonta a 11.370.000 abitanti.
La divisione è stata istituita nel settembre 2015.

## Distretti
La divisione conta 4 distretti:
- il distretto di Jamalpur
- il distretto di Mymensingh
- il distretto di Netrokona
- il distretto di Sherpur